# وليام بورشل
وليام جون بورشل (بالإنجليزية: William John Burchell)‏ المستكشف الإنجليزي، وعالم الطبيعة، والمسافر، والفنان والكاتب ويليام جون بورشل (23 مارس 1863 - 23 يوليو 1781). كان ابن بورشل ماثيو، عالم النبات وصاحب حضانة فولهام، وصاحب تسعة ونصف فدان من الأراضي المجاورة لحدائق قصر فولهام. على 7 أغسطس 1805 أبحر لسانت هيلانة على متن «نورثمبرلاند» واعتزم هناك إقامة تجارة مع شريك من لندن وليام بالكومب (1779-1829). في عام 1810 أبحر إلى كيب تاون بناء على توصية من الجنرال J.W يانسنس لاستكشاف مجموعة من النباتات.
مترجم William John Burchell